# Arroyo del Soldado
Der Arroyo del Soldado ist ein Fluss in Uruguay.
Er entspringt in der Cuchilla Grande und verläuft auf dem Gebiet des Departamentos Lavalleja. Er mündet in den Río Santa Lucía. Laut Orestes Araújo handelt es sich beim Arroyo del Soldado möglicherweise um einen vormals als Arroyo del Metal bekannten Fluss. Allerdings soll der Fluss umbenannt worden sein, nachdem ein Soldat darin ertrank.